# Bermudas nos Jogos Olímpicos de Inverno de 1992
As Bermudas participaram dos Jogos Olímpicos de Inverno pela primeira vez nos Jogos Olímpicos de Inverno de 1992, realizados na cidade de Albertville, França, representadas por um único atleta.

## Luge
- Simon Payne